# بخش آلمانی (شهرستان اوگلایز، اوهایو)
بخش آلمانی (به انگلیسی: German Township) یک منطقهٔ مسکونی در ایالات متحده آمریکا است که در شهرستان اوگلایز واقع شده‌است.
 بخش آلمانی ۴۷٫۸ کیلومتر مربع مساحت و ۳٬۷۴۸ نفر جمعیت دارد و ۲۸۵ متر بالاتر از سطح دریا واقع شده‌است.